# 天津瓮星 (漫画)
天津瓮星（英語：Amatsu-Mikaboshi）是漫威漫画的一位反派人物，改编自日本神话的神祇天津甕星。伊邪那歧在原始虚空之地和伊邪那美创造了日本神，而这地方原本的主宰就是天津甕星。